# ژورژه داپونچی
ژورژه آلبرتو داپونچی (اسپانیایی: Jorge Alberto Daponte‎؛ زادهٔ ۵ ژوئن ۱۹۲۳ در بوئنوس آیرس، درگذشتهٔ ۹ مارس ۱۹۶۳ در بوئنوس آیرس) رانندهٔ مسابقات اتومبیل‌رانی فرمول یک اهل آرژانتین بود که در فصل ۱۹۵۴ در مجموع در دو گراند پری شرکت کرد، اما موفق به کسب هیچ امتیازی نشد.
داپونچی در ۹ مارس ۱۹۶۳ بر اثر اقدام احتمالی به خودکشی در بوئنوس آیرس درگذشت.